# Dépression des Négadis

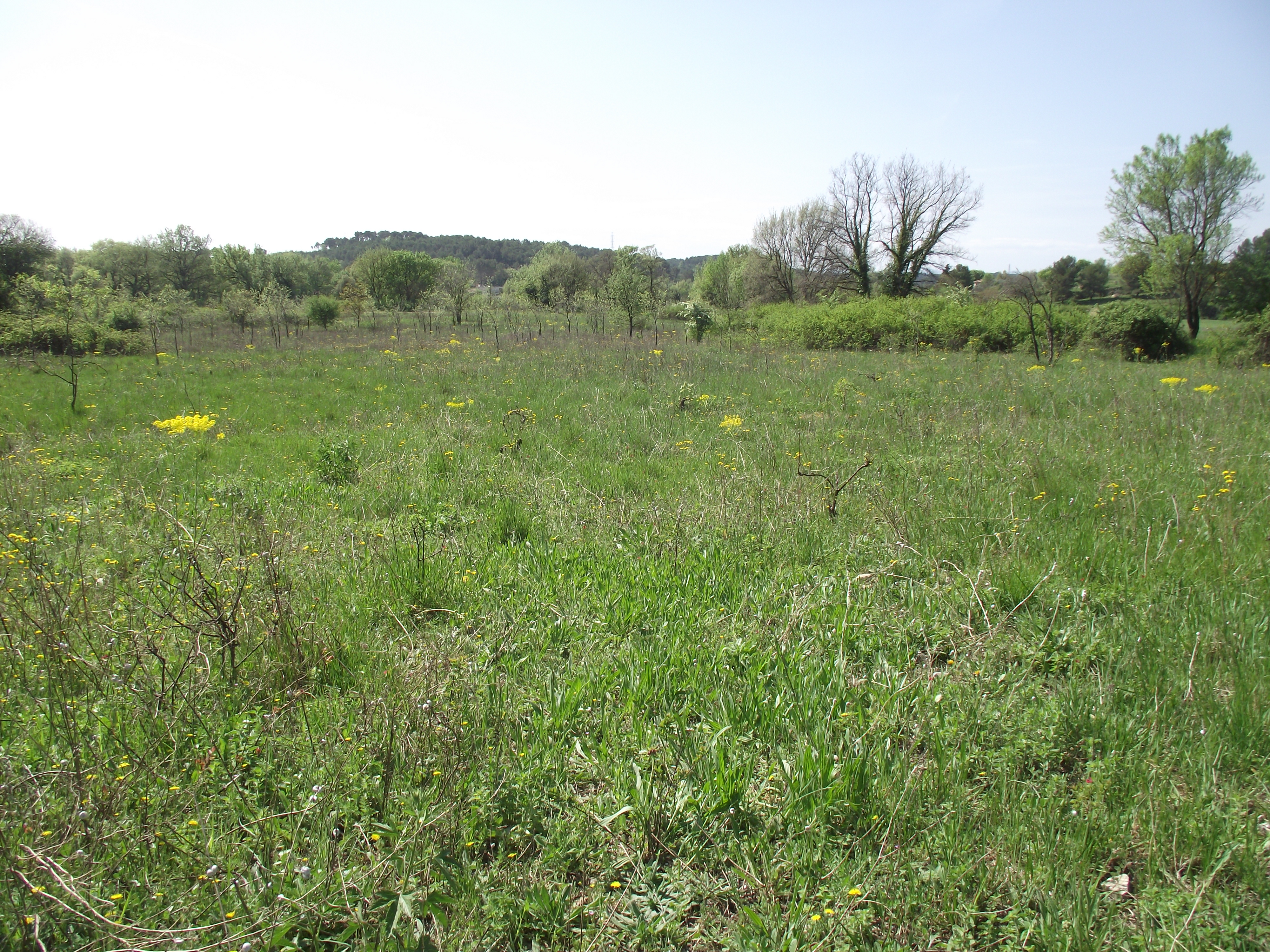
Dépression des Négadis au printemps 2011.

La dépression des Négadis ou de Sainte-Barbe est une dépression dans le département du Var en France. Située sur la commune de Draguignan, cette petite plaine autrefois cultivée est aujourd'hui menacée par l'urbanisation. 

## Étymologie
Le nom de negadis vient du provençal : c'est un terme d'agriculture signifiant « humide, marécageux », voire une « terre submergée ».
En provençal moderne, ce terme signifie "inondation".

## Formation géologique
La formation de la dépression des Négadis date de la période anté-vindobonienne (Miocène moyen), elle s'est particulièrement creusée au quaternaire et son processus de formation est toujours actif.

## Richesse biologique

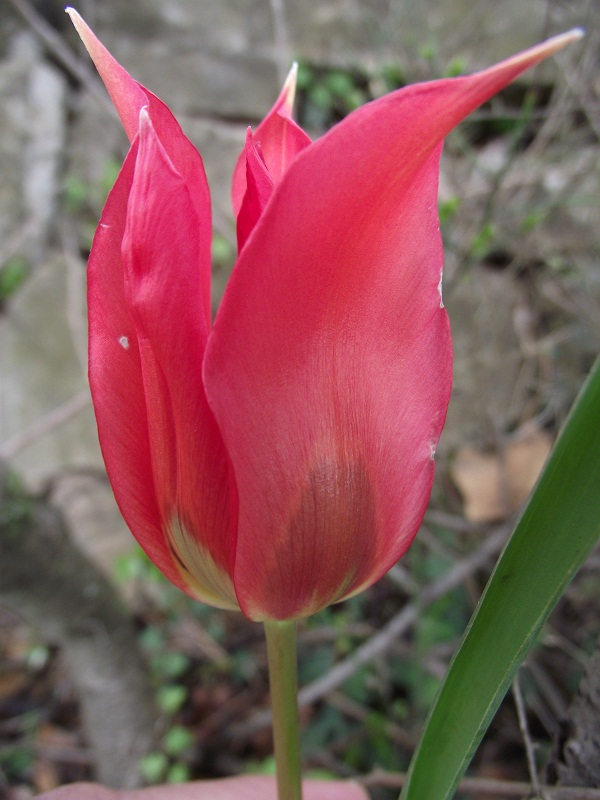
Tulipa agenensis.DC, 1804 ou tulipe d'Agen, photo prise dans la dépression des Négadis

La dépression des Négadis abrite des plantes rares et protégées, dont :
- Anemone coronaria
- Tulipa agenensis
- Viola jordanii

D'autres espèces données comme disparues sur ce secteur sont à rechercher comme : 
- Carduus acicularis[6]
- Hyssopus officinalis

## Projets d'aménagement
Différents projets existent et menaceraient la richesse biologique du site. La vocation naturelle de la dépression des Négadis est remise en cause, une urbanisation est évoquée, quelle que soit la couleur politique des élus locaux.